# Quadro de medalhas dos Jogos Pan-Americanos de 2023

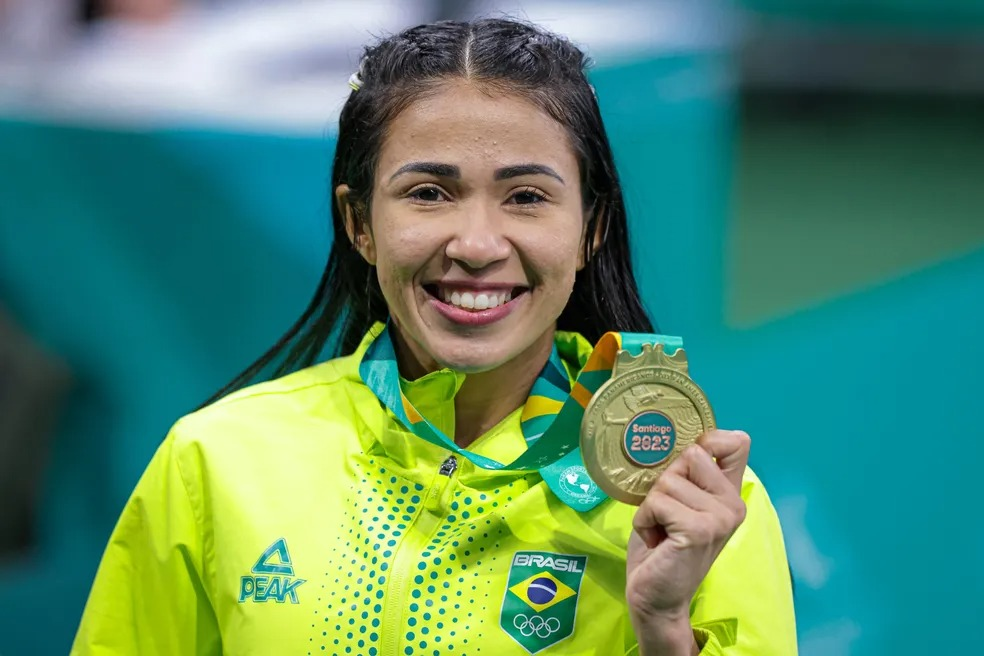
Caroline de Almeida com a medalha de ouro conquistada na categoria até 50 kg do boxe

O quadro de medalhas dos Jogos Pan-Americanos de 2023 é uma lista que classifica os CONs das Américas de acordo com o número de medalhas (ouro, prata e bronze) conquistadas nos jogos realizados em Chile, no Chile.

## O quadro
O quadro de medalhas está classificado de acordo com o número de medalhas de ouro, estando as medalhas de prata e bronze como critérios de desempate em caso de países com o mesmo número de ouros.
No badminton, boxe, caratê, judô, raquetebol, squash, taekwondo e tênis de mesa foram entregues duas medalhas de bronze em todos os eventos. Nas lutas duas medalhas de bronze foram concedidas em 17 evento, sendo a única exceção a categoria até 50 kg livre feminino, onde apenas uma medalha de bronze foi concedida. Alguns eventos no boliche e esgrima também distribuíram dois bronzes. Assim, o número de medalhas de bronze foi maior do que o número de medalhas de ouro e prata.
Duas medalhas de prata foram concedidas pelo empate no segundo lugar na prova dos 100 metros livre masculino da natação. Como consequência, nenhuma medalha de bronze foi concedida no evento. Ainda na natação, duas medalhas de ouro foram concedidas pelo empate no primeiro lugar na prova dos 50 metros livre feminino, e como consequência nenhuma medalha de prata foi concedida. Na ginástica artística, houve um empate no segundo lugar no solo feminino e, consequentemente, nenhuma medalha de bronze foi concedida.
     País sede destacado.
| Ordem | País                                | Medalha de ouro | Medalha de prata | Medalha de bronze |       |
| ----- | ----------------------------------- | --------------- | ---------------- | ----------------- | ----- |
| 1     | USA Estados Unidos                  | 124             | 75               | 87                | 286   |
| 2     | BRA Brasil                          | 66              | 73               | 66                | 205   |
| 3     | MEX México                          | 52              | 38               | 52                | 142   |
| 4     | CAN Canadá                          | 46              | 55               | 63                | 164   |
| 5     | CUB Cuba                            | 30              | 22               | 17                | 69    |
| 6     | COL Colômbia                        | 29              | 38               | 34                | 101   |
| 7     | ARG Argentina                       | 17              | 25               | 33                | 75    |
| 8     | CHI Chile                           | 12              | 31               | 36                | 79    |
| 9     | PER Peru                            | 10              | 6                | 16                | 32    |
| 10    | VEN Venezuela                       | 8               | 15               | 21                | 44    |
| 11    | DOM República Dominicana            | 8               | 7                | 17                | 32    |
| 12    | ECU Equador                         | 7               | 12               | 17                | 36    |
| 13    | PUR Porto Rico                      | 3               | 6                | 11                | 20    |
| 14    | EAI Equipe de Atletas Independentes | 3               | 4                | 12                | 19    |
| 15    | URU Uruguai                         | 2               | 5                | 3                 | 10    |
| 16    | PAN Panamá                          | 2               | 1                | 5                 | 8     |
| 17    | BOL Bolívia                         | 2               | 1                | 2                 | 5     |
| 18    | CRC Costa Rica                      | 1               | 1                | 7                 | 9     |
| 19    | ESA El Salvador                     | 1               | 1                | 2                 | 4     |
|       | TTO Trinidad e Tobago               | 1               | 1                | 2                 | 4     |
| 21    | PAR Paraguai                        | 1               |                  | 6                 | 7     |
| 22    | JAM Jamaica                         | 1               |                  | 5                 | 6     |
| 23    | ARU Aruba                           |                 | 2                | 1                 | 3     |
| 24    | NCA Nicarágua                       |                 | 2                |                   | 2     |
| 25    | BAH Bahamas                         |                 | 1                | 2                 | 3     |
|       | GUY Guiana                          |                 | 1                | 2                 | 3     |
|       | HAI Haiti                           |                 | 1                | 2                 | 3     |
| 28    | ANT Antígua e Barbuda               |                 | 1                |                   | 1     |
|       | SUR Suriname                        |                 | 1                |                   | 1     |
| 30    | BAR Barbados                        |                 |                  | 2                 | 2     |
| 31    | BER Bermudas                        |                 |                  | 1                 | 1     |
|       | DMA Dominica                        |                 |                  | 1                 | 1     |
|       | HON Honduras                        |                 |                  | 1                 | 1     |
|       | SKN São Cristóvão e Neves           |                 |                  | 1                 | 1     |
| TOTAL | TOTAL                               | 426             | 426              | 527               | 1 379 |